# 平木镇
平木镇，是中华人民共和国陕西省宝鸡市凤县下辖的一个乡镇级行政单位。

## 行政区划
平木镇下辖以下地区：
平木村、东庄村、白蟒寺村、寺沟村、上河村、西山村、寺河村、烧锅庄村、杨河村和刘家庄村。